# Felicita Morandi
Felicita Morandi (Varese, 21 aprile 1827 – Milano, 11 gennaio 1906) è stata una scrittrice e educatrice italiana.

## Biografia
Durante le scuole elementari, prima al Collegio Bianconi di Monza e poi al Collegio Morand di Milano, ha difficoltà nel seguire la rigida disciplina e non ottiene risultati soddisfacenti, come racconta lei stessa nei Ricordi postumi.
Si dedica alla lettura delle opere di autori quali Alessandro Manzoni, Tommaso Grossi e Cesare Cantù, e al giornale Il Crepuscolo. 
Nel 1848, durante la Primavera dei popoli, partecipa al movimento delle donne di Varese a favore dei soldati.
Trasferitasi a Milano, inizia la sua attività letteraria dapprima traducendo articoli dal francese e, in un secondo momento, dedicandosi alla poesia, incoraggiata da Ippolito Nievo e Arnaldo Fusinato. Nel 1857, inizia a pubblicare con lo pseudonimo «una lombarda».
A partire dal 1860, anno in cui si trasferisce a Parma, il suo impegno abbraccia anche la sfera politica e sociale, organizzando corsi di formazione professionale e di istruzione magistrale a favore di orfani e a sostegno dell'emancipazione femminile dell'epoca. La sua attività si svolge a cavallo tra il 1862 ed il 1865, anni in cui assume la direzione di diversi istituzioni femminili, raggiungendo l'apice a partire dall'ottobre 1865 presso l'Orfanotrofio delle Stelline di Milano.
Muore nel 1906 e viene sepolta nel Cimitero monumentale di Giubiano, a Varese.

## Opere
- Ghirlanda di fiori per l’infanzia e l’adolescenza. Versi di una lombarda, Varese 1857;
- Componimenti poetici, Varese 1859;
- Storia di un anno. Epistolario educativo, Milano 1860;
- Racconti educativi, Milano 1860;
- Nuovi versi, Parma 1862;
- Sei commedie per case di educazione femminile, Milano 1864;
- Nuova ghirlanda di fiori per l’infanzia e l’adolescenza offerta da Felicita Morandi, Milano 1866;
- Epistolario: operetta educative, Milano 1867;
- Racconti educativi, Milano 1869;
- Poesie educative, Milano 1871;
- I proverbi della zia Felicita, Milano 1872;
- L’abito non fa il monaco: commedia in un atto, Milano 1872;
- Celebrandosi nel giorno 15 maggio 1873 la festa commemorativa dei defunti benefattori dell’orfanotrofio femminile di Milano: parole di F. M., Milano 1873;
- I due opposti: racconto popolare, Milano 1875;
- Ingenuità d’affetto: complimenti in versi e in prosa. Dialoghi e letterine per uso dell’infanzia e della puerizia, Torino 1876;
- La bambina italiana: primo libro di lettura, Milano 1876;
- La politica di Meneghino: commedia in tre atti (colla parte di Meneghino in dialetto milanese e in italiano), Milano 1877;
- Ida e Clotilde: racconto, Milano 1878;
- Letture educative dedicate all’adolescenza, Milano 1880;
- Una passeggiata mitologica: libro di lettura e di premio, Milano 1880;
- Da Torino a Napoli. Descrizioni aneddotiche, Milano 1880;
- Studi ameni di Emilio e Gemma: libro di lettura e di premio, con E. Salvi, Milano 1883;
- I due orfanelli, Milano 1883;
- Al campo, Milano 1884;
- In famiglia: lettere della vecchia zia per le educatrici, per le spose e per le madri, Milano 1885;
- Le orfane, Torino 1885;
- Teatro educativo italiano per ambo i sessi, Milano 1885;
- Le jardin du coeur: poesies pour l’enfance et pour l’adolescence recueillies par F. M., Milano 1885;
- Il giornale d’Adele: libro di lettura e di premio, illustrazioni di E. Mazzanti, Milano 1886;
- Gioie dell’intelletto e del cuore. Scritti scelti di egregi autori moderni, raccolti da F. M. (per le giovinette), Milano 1886
- Da Nuova York a Rivermouth. Avventure di uno scolaro, libera versione da T.H. Bentzon, Milano 1886;
- La storia di Alfredo;
- Sulla strada: racconti, Milano 1886;
- Le avventure di Pinotto e storia di Luisello, Milano 1888;
- Dal cocchio al carretto, Milano 1888;
- L’età felice: libro di lettura e di premio per le prime classi elementari, Milano 1888;
- Un viaggio in Italia: descrizioni aneddotiche, Milano 1890;
- La fanciulla educata ed istruita: libro di lettura per la seconda e terza classe elementare, secondo i recenti programmi governativi, con E. Salvi, Milano 1891;
- Climene: commedia in tre atti per ambo i sessi;
- Il difetto di Giacinta: commedia in un atto per fanciulle, Milano 1893;
- Vita campestre: racconto per contadini e operai, Milano 1893;
- La giovinetta studiosa: libro di lettura per la quinta classe elementare, secondo i programmi governativi, con E. Salvi, Milano 1894;
- Il caso?: racconto, Milano 1894;
- Cuore e mente, Milano 1894;
- Nuove commedie educative per collegi e famiglia, Milano 1895;
- La contessa di Genlis, Milano 1895;
- Biografie d’uomini illustri della Grecia e di Roma, Milano 1896;
- Il focolare domestico: racconto, Milano 1897;
- Incompatibilità: racconto;
- I due sistemi: racconto, Milano 1898;
- Masaniello, ossia Gloria e pazzia, Milano 1898;
- La scuola dell’operaio, con E. Salvi, Cremona 1901;
- Verità: racconti e biografie, Milano 1901;
- Il cimitero campestre, in Strenna a beneficio della pensione benefica per giovani lavoratrici in Milano, Milano 1902;
- La cantante: commedia in tre atti, Milano 1903;
- L’orfanotrofio: commedia in tre atti con coro, Milano 1905;
- Il cantastorie: commedia in due atti con canzoni e cori, Milano 1905;
- Il monile, in Strenna a vantaggio della pensione benefica per giovani lavoratrici, Milano 1906
- Ricordi postumi di F. M., con prefazione di R.F. Saporiti, Milano 1906.